# 189018 Guokeda
189018 Guokeda è un asteroide della fascia principale. Scoperto nel 1998, presenta un'orbita caratterizzata da un semiasse maggiore pari a 3,0457030 au e da un'eccentricità di 0,1756702, inclinata di 5,58456° rispetto all'eclittica.